# رافاييل ماركيز
رافاييل ماركيز ألفاريز (Rafael Márquez Álvarez) (ولد في 13 فبراير 1979، في ميتشواكان) هو مدرب كرة قدم ولاعب كرة قدم مكسيكي سابق لعب لصالح العديد من الأندية منها نادي برشلونة ونادي موناكو ونادي هيلاس فيرونا الإيطالي. يلعب في مركزي قلب الدفاع والوسط المتأخر.
بدأ ماركيز مشواره مع نادي أطلس وادي الحجارة المكسيكي وعمره 17 عاما. بزغ نجمه وبدأ في الظهور مع ناديه حتى استدعي للمنتخب الوطني وكان قد شارك في 77 مباراة مع ناديه. في عام 1999 م قام نادي موناكو الفرنسي بالتعاقد معه بمبلغ 3 ملايين يورو. أدى ماركيز أداء جيدا مع نادي موناكو وقاده للفوز ببطولة الدوري الفرنسي في أول موسم له مع النادي. في عام 2003 م انتقل رافاييل ماركيز لنادي برشلونة الإسباني ولعب 21 مباراة في أول موسم له وساهم في حصول برشلونة على المركز الثاني في بطولة الدوري. في الموسم الذي تلاه انتقل للعب في مركز الوسط المتأخر أو الوسط الدفاعي نظرا لإصابة لاعبي النادي في ذلك المركز.
في حين جدد ماركيز لنادي برشلونة حتى موسم 2012 ولكن تم فسخ العقد بناءً على قرار من النادي بالاستغناء عن خدمات اللاعب بعد أداء سيئ بموسم 2009/2010 وبذلك انتقل رفائيل ماركيز بعد موسم 2009 / 2010 من نادي برشلونة إلى نادي ريد بولز الأمريكي ولعب معهم حتى
2013 ومن ثم انتقل إلى نادي ليون المكسيكي ون بعدها انتقل إلى كييفو فيرونا
اما على مستوى المنتخب المكسيكي شارك في جميع مباريات تصفيات كأس العالم 2006 واستطاع هو وزملاؤه الوصول إلى نهائيات المونديال.
وشارك أيضًا في بطولات كأس العالم 2002، 2006، 2010، 2014، 2018.

## مسيرته الكروية
لعب رافاييل ماركيز خلال مسيرته الاحترافية مع 6 أندية في خمسة وعشرون موسمًا وسجل خلالها 21 هدفًا ضمن 488 مباراة. حيث فاز في موسم واحد بالكأس وفي ستة مواسم بالدوري.
خاض رافاييل ماركيز مسيرته مع نادي أطلس في موسم 1996–97 في المرة الأولى واستمر معه طيلة ثلاثة مواسم ثم في موسم 2015–16 واستمر معه طيلة ثلاثة مواسم، مشاركًا طوالها في 119 مباراة سجل خلالها 4 أهداف. ثم انتقل إلى نادي موناكو في موسم 1999–00 ليلعب معه أربعة مواسم، حيث شارك في 89 مباراة سجل خلالها 6 أهداف. لينتقل بعدها إلى نادي برشلونة في موسم 2003–04 ليلعب معه سبعة مواسم، مشاركًا في 163 مباراة سجل خلالها 9 أهداف. ثم انتقل إلى نادي نيويورك ريد بولز في موسم 2010 واستمر معه طيلة ثلاثة مواسم، مشاركًا في 44 مباراة سجل خلالها هدفًا واحدًا. هذا وانتقل لاحقًا إلى نادي كلوب ليون في موسم 2012–13 واستمر معه طيلة ثلاثة مواسم، مشاركًا في 38 مباراة سجل خلالها هدفًا واحدًا أيضًا. ثم انتقل بعدها إلى نادي هيلاس فيرونا في موسم 2014–15 ولمدة موسمين، مشاركًا في 35 مباراة ولم يسجل أي هدف.

## روابط خارجية
- رافاييل ماركيز على موقع الاتحاد الدولي (مؤرشف)  (الإنجليزية)
- رافاييل ماركيز على موقع الاتحاد الأوربي (الإنجليزية)
- رافاييل ماركيز على موقع الدوري الأمريكي (الإنجليزية)
- رافاييل ماركيز على موقع إي إس بي إن إف سي (الإنجليزية)
- رافاييل ماركيز على موقع قاعدة بيانات كرة القدم.إي يو (الإنجليزية)
- رافاييل ماركيز على موقع بيانات كرة القدم. دي إي (الألمانية)
- رافاييل ماركيز على موقع ليكيب (الفرنسية)
- رافاييل ماركيز على موقع ناشيونال فوتبول تيمز (الإنجليزية)
- رافاييل ماركيز على موقع Soccerway.com (الإنجليزية)
- رافاييل ماركيز على موقع عالم كرة القدم.نت (الإنجليزية)